# Hội chứng sợ không gian kín
Hội chứng sợ không gian kín, có tên khoa học là Claustrophobia, là nỗi sợ bị bao vây trong một không gian nhỏ hoặc phòng và không thể trốn thoát. Nó có thể xảy ra trong rất nhiều tình huống bao gồm trong thang máy đông khách, phòng không cửa sổ, phòng khách sạn có cửa kín và cửa sổ kín, xe nhỏ và thậm chí cả quần áo bó sát. Nó thường được phân loại như là một rối loạn lo âu, thường gây ra các cơn hoảng loạn. Nguyên nhân của Hội chứng sợ không gian kín được cho là phụ thuộc vào nhiều yếu tố, bao gồm việc giảm kích thước của hạnh nhân, điều hòa cơ bản, hoặc khuynh hướng di truyền khi ở trong các không gian nhỏ.
Một nghiên cứu chỉ ra rằng bất cứ nơi nào từ 5–7% dân số thế giới bị ảnh hưởng bởi hội chứng sợ không gian kín nặng nề, nhưng chỉ một phần nhỏ những người này nhận được một loại điều trị nào đó cho chứng rối loạn này. Thuật ngữ claustrophobia xuất phát từ tiếng kêu lách cách của tiếng Latinh "đóng cửa tại chỗ" và tiếng Hy Lạp φόβος, vicebos, "sợ hãi".

## Triệu chứng
Hội chứng sợ không gian kín có hai triệu chứng chính: sợ bị giới hạn và sợ bị nghẹt thở. Một không gian gây nên hội chứng sợ không gian kín điển hình gồm phòng nhỏ, phòng bị khóa, thiết bị quét MRI hoặc CAT, ô tô, máy bay, tàu hỏa, đường hầm, hang động dưới nước, hầm, thang máy và hang động. Ngoài ra, hội chứng sợ không gian kín có thể gây ra một số nỗi sợ hãi về những vấn đề bình thường như ngồi trong ghế của một thợ cắt tóc hoặc chờ đợi trong một hàng những người đứng đợi tại một cửa hàng, đơn giản vì những người mắc hội chứng này sợ bị giam giữ trong một không gian duy nhất.Thông thường, khi bị giới hạn trong một khu vực, các biểu hiện của hội chứng sợ không gian kín gồm việc bắt đầu sợ hãi, nghẹt thở, tin rằng có thể thiếu không khí trong khu vực mà họ bị giam giữ.
Nỗi sợ hãi của không gian khép kín là một nỗi sợ hãi không hợp lý. Hầu hết những người mắc phải hội chứng sợ không gian kín tìm thấy chính mình trong một căn phòng không có cửa sổ, họ có ý thức biết rằng họ không gặp nguy hiểm, nhưng những người này cũng sẽ sợ hãi, có thể sợ đến mức bất lực, và nhiều người không biết nguyên nhân tại sao.

## Mức độ ưu tiên
Một nghiên cứu được tiến hành bởi khoa thần kinh của Đại học Wisconsin-Madison đã tiết lộ rằng bất cứ nơi nào từ 5-7% dân số thế giới bị ảnh hưởng bởi chứng hội chứng sợ không gian kín nặng nề, nhưng chỉ một phần nhỏ những người này được điều trị rối loạn.

## Chữa trị

### Liệu pháp nhận thức
Liệu pháp nhận thức là một hình thức điều trị được chấp nhận rộng rãi cho hầu hết các rối loạn lo âu. Nó cũng được cho là đặc biệt hiệu quả trong việc chống lại các rối loạn mà bệnh nhân không thực sự sợ một tình huống, thay vào đó, họ sợ những gì có thể xảy ra trong tình huống như vậy. Mục tiêu cuối cùng của liệu pháp nhận thức là sửa đổi những suy nghĩ méo mó hoặc những quan niệm sai lầm liên quan đến bất cứ điều gì mà một người đang sợ hãi; theo lý thuyết, việc sửa đổi những suy nghĩ này sẽ làm giảm sự lo lắng và tránh những tình huống nhất định. Ví dụ, liệu pháp nhận thức sẽ cố gắng thuyết phục một bệnh nhân mắc hội chứng sợ không gian kín rằng thang máy không nguy hiểm nhưng thực ra, chúng rất hữu ích trong việc đưa bạn đến nơi bạn muốn đến một cách nhanh hơn. Một nghiên cứu được tiến hành bởi S.J. Rachman cho thấy rằng liệu pháp nhận thức giảm sự sợ hãi và những suy nghĩ tiêu cực. Trung bình khoảng 30% bệnh nhân mắc hội chứng sợ không gian kín khi được thử nghiệm đều mang lại hiệu quả, điều này chứng minh liệu pháp nhận thức là một phương pháp hợp lý hiệu quả.

### Phơi nhiễm trong cơ thể
Phương pháp này buộc bệnh nhân phải đối mặt với nỗi sợ của họ bằng cách tiếp xúc hoàn toàn với bất cứ nỗi sợ hãi nào mà họ đang trải qua. Điều này thường được thực hiện một cách tiến bộ bắt đầu với độ phơi nhiễm thấp hơn và di chuyển lên theo hướng phơi nhiễm nghiêm trọng. Ví dụ, một bệnh nhân mắc hội chứng sợ không gian kín sẽ bắt đầu bằng cách đi vào thang máy và làm việc với MRI. Một số nghiên cứu đã chứng minh đây là một phương pháp hiệu quả trong việc chống lại nhiều ám ảnh khác nhau, bao gồm hội chứng sợ không gian kín. S.J. Rachman cũng đã thử nghiệm tính hiệu quả của phương pháp này trong điều trị chứng sợ kín khí và thấy nó làm giảm nỗi sợ hãi và suy nghĩ tiêu cực. Trung bình gần 75% bệnh nhân của ông đều thay đổi theo hướng tích cực. Trong số các phương pháp mà ông đã thử nghiệm trong nghiên cứu cụ thể này, đây là liệp pháp đem lại mức giảm đáng kể nhất.